# 에르네스토 메히아
에르네스토 안토니오 메히아 알바라도(스페인어: Ernesto Antonio Mejia Alvarado, 1985년 12월 2일 ~ )는 베네수엘라의 야구 선수이자, 현 일본 프로 야구 퍼시픽 리그 사이타마 세이부 라이온스의 소속 선수(내야수)이다.